# Annika Dahlman
Annika Elisabeth Dahlman (ur. 24 stycznia 1964 w Skövde) – szwedzka biegaczka narciarska, brązowa medalistka mistrzostw świata.

## Kariera
Igrzyska olimpijskie w Calgary w 1988 były pierwszymi i zarazem ostatnimi w jej karierze. W swoim jedynym starcie na tych igrzyskach, w biegu na 10 km techniką klasyczną zajęła 28. miejsce.
W 1987 wystartowała na mistrzostwach świata w Oberstdorfie. Osiągnęła tam największy sukces w swojej karierze wspólnie z Magdaleną Wallin, Karin Lamberg-Skog i Marie-Helene Westin zdobywając brązowy medal w sztafecie 4 × 5 km. Na tych samych mistrzostwach zajęła także siódme miejsce w biegu na 5 km stylem klasycznym. Na kolejnych mistrzostwach świata już nie startowała.
Najlepsze wyniki w Pucharze Świata osiągnęła w sezonie 1986/1987, kiedy w klasyfikacji generalnej zajęła 15. miejsce. Tylko raz stanęła na podium zawodów Pucharu Świata zajmując drugie miejsce. W 1988 roku zakończyła karierę.

## Osiągnięcia

### Igrzyska olimpijskie
| Miejsce | Dzień     | Rok  | Miejscowość | Konkurencja             | Czas biegu | Strata  | Zwyciężczyni  |
| ------- | --------- | ---- | ----------- | ----------------------- | ---------- | ------- | ------------- |
| 28.     | 14 lutego | 1988 | Calgary     | 10 km stylem klasycznym | 30:08,3    | +2:23,1 | Vida Vencienė |

### Mistrzostwa świata
| Miejsce | Dzień     | Rok  | Miejscowość | Konkurencja             | Czas biegu | Strata  | Zwyciężczyni     |
| ------- | --------- | ---- | ----------- | ----------------------- | ---------- | ------- | ---------------- |
| 17.     | 13 lutego | 1987 | Oberstdorf  | 10 km stylem klasycznym | 31:49,5    | +3:10,9 | Anne Jahren      |
| 7.      | 16 lutego | 1987 | Oberstdorf  | 5 km stylem klasycznym  | 14:45,7    | +18,3   | Marjo Matikainen |
| 3.      | 18 lutego | 1987 | Oberstdorf  | Sztafeta 4 × 5 km       | 58:08,8    | +1:32,2 | ZSRR             |

### Puchar Świata

#### Miejsca w klasyfikacji generalnej
- sezon 1984/1985: 30.
- sezon 1985/1986: 43.
- sezon 1986/1987: 15.
- sezon 1987/1988: 32.

#### Miejsca na podium
| Nr | Dzień       | Rok  | Miejscowość | Konkurencja             | Czas biegu | Strata | Miejsce | Zwycięzca   |
| -- | ----------- | ---- | ----------- | ----------------------- | ---------- | ------ | ------- | ----------- |
| 1. | 10 stycznia | 1987 | Calgary     | 10 km stylem klasycznym | ?          | ?      | 2       | Evi Kratzer |